# Roger Peyrefitte

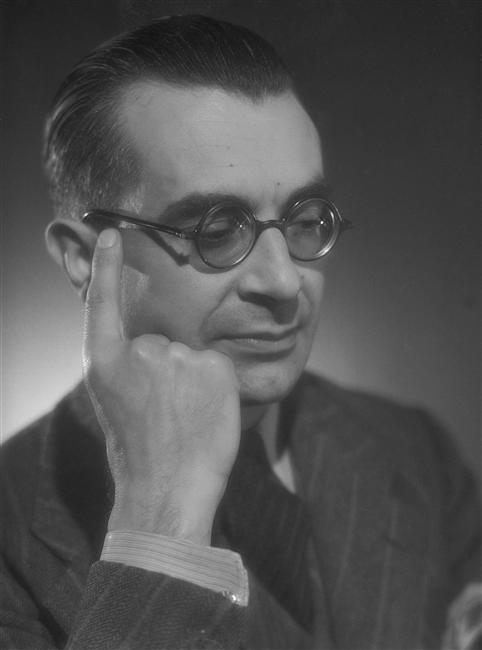
Roger Peyrefitte, 1947

Roger Peyrefitte (17. srpna  1907 Castres, departement Tarn –  5. listopadu  2000 Paříž) byl francouzský spisovatel, který zprvu pracoval v diplomatických službách Francie. Jako autor je považován za průkopníka homosexuální literatury.

## Život a práce
Pocházel z dobře situované buržoazní rodiny a vzdělával se v chlapeckých internátních školách vedených lazaristy a jezuity. Poté studoval na univerzitě v Toulouse jazyky a literaturu, než vstoupil na École libre des sciences politiques. V roce 1930 promoval jako nejlepší ze třídy a v roce 1931 zahájil diplomatickou kariéru na francouzském ministerstvu zahraničí. V letech 1933–1938 byl tajemníkem francouzského velvyslanectví v Aténách. Po návratu do Paříže byl (v říjnu 1940) donucen rezignovat kvůli svému vztahu se čtrnáctiletým chlapcem. Znovu byl do diplomacie povolán v květnu 1943, aby sloužil vichistickému režimu. Jeho diplomatická dráha skončila v roce 1945, kdy byl obviněn z kolaborace s nacistickým Německem. Později se Peyrefitte proti tomuto nařčení odvolal a v roce 1962 byl rehabilitován. Ministerstvo jej ale odmítlo zaměstnat.
V době přerušení diplomatické dráhy se stal spisovatelem. Už ve svém prvním románu Les amitiés particulières (1943) vylíčil Peyrefitte otevřeně své erotické zážitky z chlapecké internátní školy. Román získal v roce 1944 prestižní Renaudotovu cenu, ale Goncourtovu cenu získala Elsa Trioletová.  Později byla kniha pod stejným názvem zfilmována, film měl premiéru v roce 1964. Při natáčení se Peyrefitte setkal s tehdy dvanáctiletým Alainem-Philippe Malagnacem, jehož pak adoptoval. Příběh jejich vztahu vypráví Peyrefitte v knihách Notre amour („Naše láska“, 1967) a L'Enfant de cœur („Dítě srdce“, 1978). Ve svých šestnácti letech se Malagnac stal jeho osobním tajemníkem (později se oženil s umělkyní Amandou Lear).

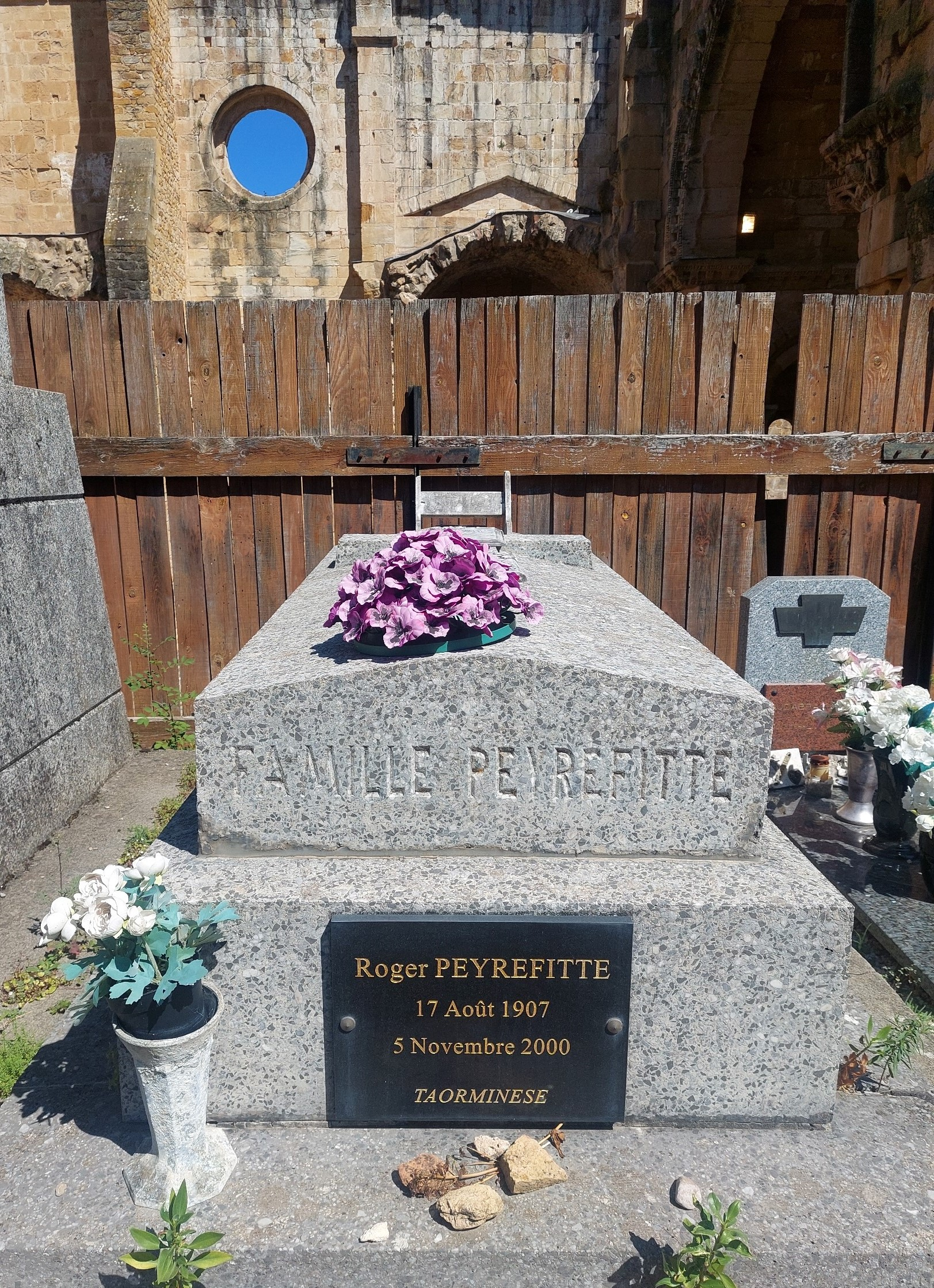
Hrob Rogera Peyrefitte v Alet-les-Bains

Peyrefitte byl efebofil a otevřeně žil homosexuálním životem. Více než André Gide a na rozdíl od Henryho de Montherlant, jehož přítelem po dlouhou dobu byl, zaujal otevřený postoj k homosexualitě i ve svých spisech. Politicky byl Peyrefitte konzervativní. Ve svých posledních letech podporoval Jean-Marie Le Pena a jeho stranu Front National. Byl stoupencem fundamentalistického katolicismu. Byl katolík, ale po celý život polemizoval proti instituci katolické církve. Na konci svých dnů přijal poslední svátosti. Zemřel na Parkinsonovu chorobu ve věku 93 let a byl pochován na hřbitově Alet-les-Bains v departementu Aude v jižní Francii.

## Dílo (výběr)
Napsal asi třicet knih. Například:
- Les Ambassades (nakladatelství Flammarion, 1951). Novela byla Peyrefittovou pomstou vůči diplomatickému sboru, autor v ní ukázal, co se děje za oficiálními recepcemi a schůzkami.
- Les Clés de saint Pierre (nakladatelství Flammarion, 1955). Česky vyšlo pod názvem Klíče svatého Petra. Knihu vydalo Státní nakladatelství politické literatury v roce 1960 s prokomunistickým doslovem Bohuslava Koutníka.[5] Církevní stát Vatikán označil originální dílo za oplzlé a urážlivé a autor byl v Itálii stíhán pro obscénnost.
- Les Fils de la lumière (nakladatelství Flammarion, 1961). V této studii si spisovatel vzal na mušku svobodné zednářství.
- Les Juifs (nakladatelství Flammarion, 1965). Autor se zaměřil na Židy; v díle odhalil židovské předky významných osobností, zejména se zaměřil na Rothschildy a Pierra Mendès France.
- Les Américains (nakladatelství Flammarion, 1968). Za tuto novelu jej zažalovala Marlene Dietrichová, která spor vyhrála.[2]
- Propos secrets (nakladatelství Editions Albin Michel, 1977). Jedná se paměti autora.

Za zmínku stojí i fakt, že Peyrefitte označil v dubnu 1976 papeže Pavla VI. za homosexuála a upřel mu právo vyjadřovat se kriticky k tématu homosexuality. Pavel VI. jeho argumenty oficiálně uznal. Stalo se tak poté, co Pavel VI. odsoudil homosexualitu v homilii o sexuální etice, kterou pronesl v lednu 1976. Roger Peyrefitte, který měl pověst velmi dobrého dokumentalisty, na výroky papeže zareagoval útokem. Dne 13. dubna 1976 zveřejnil týdeník Tempo na toto téma rozhovor s autorem.